# Luštěnická kotlina
Luštěnická kotlina je geomorfologický okrsek v severovýchodní části Dolnojizerské tabule, ležící v okresech Mladá Boleslav a Nymburk Středočeského kraje. Území okrsku zvenčí vymezují sídla Mladá Boleslav na severním výběžku, Dobrovice na severu, Ledce na východním výběžku, Jabkenice na východě, Všejany na jižním výběžku a Brodce na západě. Nejvýznamnějším sídlem uvnitř okrsku je obec Luštěnice.

## Geomorfologické členění

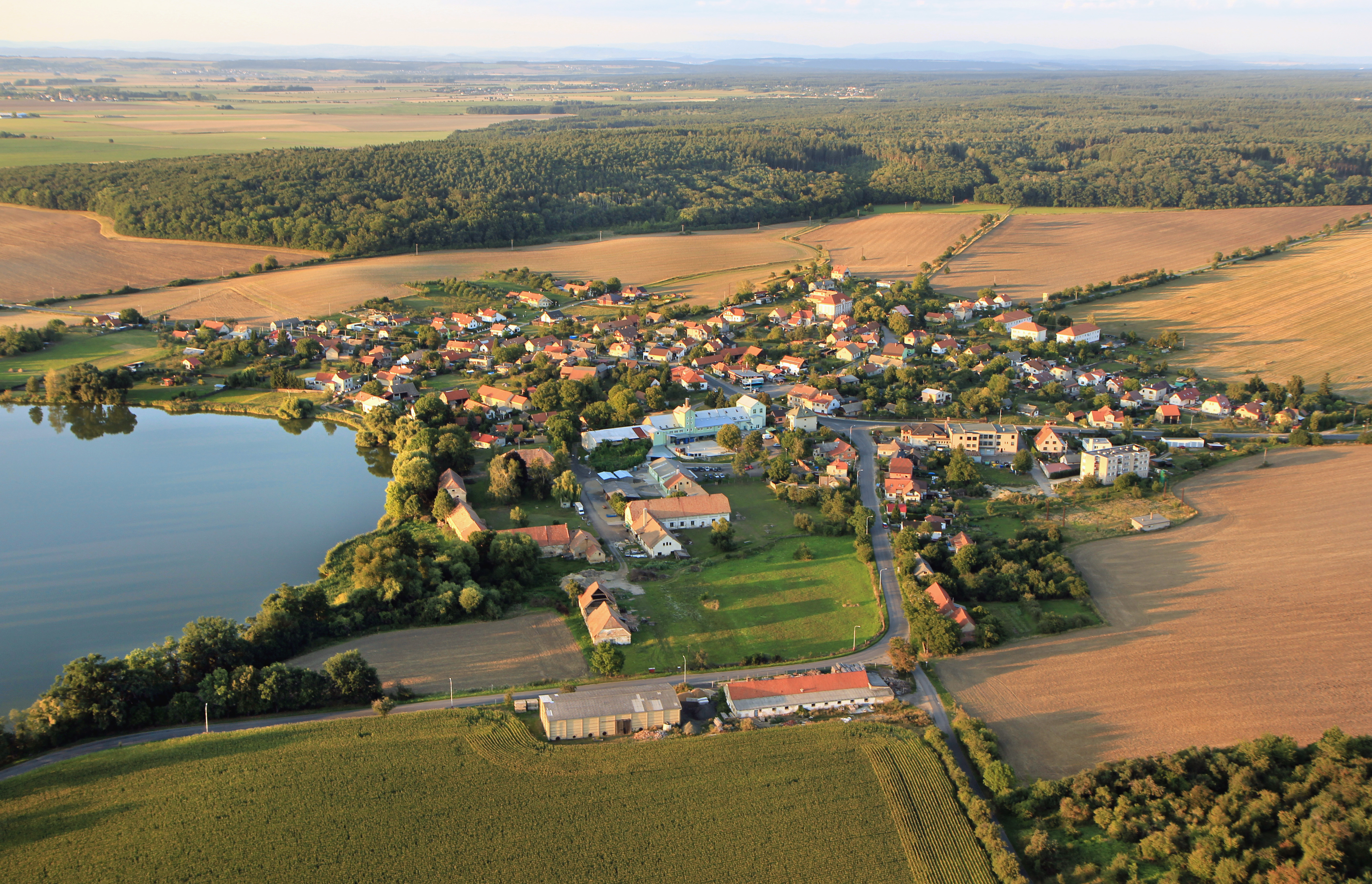
Jižní výběžek kotliny do Jabkenické plošiny u obce Vlkava, vlevo část Vlkavského rybníka

Okrsek Luštěnická kotlina náleží do celku Jizerská tabule a podcelku Dolnojizerská tabule, dále se již nečlení. Kotlina sousedí v rámci Dolnojizerské tabule na východě s Jabkenickou plošinou, na jihu s Vrutickou pahorkatinou a na západě s Košáteckou tabulí. Dále na západě sousedí se Středojizerskou tabulí, na severu s Jičínskou pahorkatinou a na jihu se Středolabskou tabulí.

## Významné vrcholy
Významnějším vrcholem je Lánský kopec (221 m n. m.).
Nejvyšším bodem je bezejmenná kóta (250 m n. m.) severně od Ledců, při hranici s okrskem Chloumecký hřbet v Jičínské pahorkatině.